# Karel Přerovský (lékař)
Karel Přerovský (28. června 1897, Třebíč – 7. prosince 1975, Praha) byl český lékař-balneolog a pedagog.

## Biografie
Karel Přerovský se narodil v roce 1897 v Třebíči, vystudoval gymnázium v Třebíči a následně pokračoval ve studiu v Praze, kde bydlel s přítelem z gymnázia Vítězslavem Nezvalem. Posléze odešel dokončit studium medicíny do Bratislavy. v Bratislavě působil i po studiu, spolupracoval tam s profesorem Kristiánem Hynkem. Balneologii studoval u profesora Vratislava Kučery. Od roku 1927 vedl fyziatrický kabinet na lékařské fakultě univerzity v Bratislavě. V roce 1930 byl habilitován v oboru patologie a vnitřního lékařství. V roce 1931 spolu s profesorem Hynkem odešel z Bratislavy do Prahy, kde téhož roku nastoupil na pozici vedoucího oddělení fyziatrie, balneologie a léčebné rehabilitace a v roce 1945 pak také na pozici ředitele nemocnice na Bulovce v Praze. V roce 1946 byl jmenován profesorem vnitřního lékařství. Na Bulovce působil do roku 1954, kdy se stal ředitelem Výzkumného ústavu lázeňského (pracoval v pražském sídle Výzkumného ústavu pro fyziatrii, balneologii a klimatologii). V roce 1968 byla pražská větev ústavu začleněna pod interní kliniku IKEM v Praze-Krči, kde stále ještě Karel Přerovský pracoval.
Byl jedním ze zakladatelů české fyziatrie, české balneologie a spoluzakladatelem české revmatologie. Byl autorem mnoha publikací. Věnoval se také hudbě, kdy působil jako aktivní hudebník. Působil také jako předseda Fyziatrické společnosti lékařské společnosti J. E. Purkyně. Spolupracoval s Josefem Ipserem nebo Vladimírem Raušerem. Jeho synem byl lékař Ivo Přerovský a jeho dcerou knihovnice a bibliografka Jitka Šimáková.